# Isaiah Wong
Isaiah Johan-Robert Wong (Piscataway, 28 de janeiro de 2001) é um jogador norte-americano de basquete profissional que atualmente joga no Charlotte Hornets da National Basketball Association (NBA) e no Greensboro Swarm da G-League.
Ele jogou basquete universitário pela Universidade de Miami e foi selecionado pelo Indiana Pacers na segunda rodada do draft da NBA de 2023.

## Carreira no ensino médio
Nascido em Piscataway, Nova Jersey, Wong jogou basquete preparatório na Notre Dame High School em Lawrenceville, Nova Jersey, durante seus dois primeiros anos.
Para sua terceira temporada, ele se transferiu para a Bonner & Prendergast Catholic High School em Drexel Hill, Pensilvânia. Nessa temporada, ele teve médias de 22,2 pontos, 6,5 rebotes e 3,6 assistências, levando seu time ao título da temporada regular da Philadelphia Catholic League sendo nomeado o MVP.
Em sua última temporada, Wong teve médias de 21,9 pontos, 7,5 rebotes e 2,5 assistências. Ele levou seu time a final do campeonato estadual e foi novamente MVP da Catholic League. Ele se comprometeu a jogar basquete universitário por Universidade de Miami, recusando ofertas de Villanova, UConn, Clemson e Pittsburgh.

## Carreira universitária
Em 9 de fevereiro de 2020, Wong registrou sua maior pontuação da temporada de calouro com 27 pontos, além de 12 rebotes, acertando todos os 14 lances livres, em uma vitória por 102-95 sobre Virginia Tech na prorrogação tripla. Como calouro, ele teve médias de 7,7 pontos e três rebotes.
Em 16 de janeiro de 2021, Wong registrou sua maior pontuação na carreira com 30 pontos, além de sete rebotes e seis assistências, em uma vitória por 78-72 contra Louisville. Em seu segundo ano, ele teve médias de 17,1 pontos, 4,8 rebotes e 2,4 assistências, sendo selecionado para a Terceira-Equipe da ACC. Em 14 de abril de 2021, Wong declarou-se para o draft da NBA de 2021, mantendo sua elegibilidade universitária. Ele acabou retornando para sua terceira temporada.
Em sua terceira temporada, Wong foi nomeado para a Terceira-Equipe da ACC. Ele foi o segundo maior pontuador da equipe, que avançou para as oitavas de final do Torneio da NCAA de 2022. Em sua última temporada, ele foi nomeado o Jogador do Ano da ACC e ajudou Miami a alcançar sua primeira Final Four do Torneio da NCAA.

## Carreira profissional

### Indiana Pacers / Mad Ants (2023–2024)
Wong foi selecionado pelo Indiana Pacers como a 55ª escolha geral do draft da NBA de 2023, posteriormente juntando-se à equipe para a Summer League de 2023. Em 3 de julho de 2023, ele assinou um contrato de duas vias com os Pacers, dividindo o tempo com seu afiliado da G-League, o Indiana Mad Ants. Ele fez sua estreia na NBA na final da Copa da NBA de 2023, aparecendo brevemente no último minuto do jogo, enquanto os Pacers perderam por 109-123 para o Los Angeles Lakers.

### Salt Lake City Stars (2024)
Em 27 de setembro de 2024, Wong assinou com o Utah Jazz, mas foi dispensado em 8 de outubro. Em 28 de outubro, ele se juntou ao Salt Lake City Stars.

### Charlotte Hornets / Greensboro Swarm (2024–Presente)
Em 2 de dezembro de 2024, Wong assinou um contrato de duas vias com o Charlotte Hornets e seu afiliado na G-League, Greensboro Swarm.

## Vida pessoal
Wong é filho de Terrence e LaChelle Wong. Seu bisavô paterno era chinês. Em 2022, Wong protagonizou o curta-metragem "Top Shot".

## Estatísticas da carreira

### NBA

#### Temporada regular
| Ano     | Equipe  | PJ | PT | MPJ | AP   | 3P   | LL | RT | AS | BR | TO | PPJ |
| ------- | ------- | -- | -- | --- | ---- | ---- | -- | -- | -- | -- | -- | --- |
| 2023–24 | Indiana | 1  | 0  | 4.3 | .333 | .000 | —  | .0 | .0 | .0 | .0 | 2.0 |

### Universitário
| Ano      | Equipe   | PJ  | PT  | MPJ  | AP   | 3P   | LL   | RT  | AS  | BR  | TO | PPJ  |
| -------- | -------- | --- | --- | ---- | ---- | ---- | ---- | --- | --- | --- | -- | ---- |
| 2019–20  | Miami    | 31  | 13  | 21.2 | .416 | .373 | .829 | 3.0 | 1.0 | .5  | .4 | 7.7  |
| 2020–21  | Miami    | 27  | 26  | 35.5 | .431 | .347 | .803 | 4.8 | 2.4 | 1.1 | .5 | 17.1 |
| 2021–22  | Miami    | 37  | 36  | 33.9 | .452 | .302 | .748 | 4.3 | 2.0 | .9  | .3 | 15.3 |
| 2022–23  | Miami    | 37  | 37  | 33.4 | .445 | .384 | .845 | 4.3 | 3.2 | 1.4 | .4 | 16.2 |
| Carreira | Carreira | 132 | 112 | 31.0 | .436 | .351 | .806 | 4.1 | 2.1 | .9  | .4 | 14.0 |

## Links externos
- Biografia do Miami Hurricanes